# Pan Song
Pan Song (chiń. trad. 潘松; pinyin Pān Sōng, ur. 3 listopada 1975 w Dandongu) – chiński judoka. Trzykrotny olimpijczyk. Zajął siódme miejsce w Sydney 2000, siedemnaste w Pekinie 2008 i odpadł w eliminacjach w Atenach 2004. Startował w kategorii plus 100 kg.
Brązowy medalista mistrzostw świata w 1997 i 1999. Triumfator igrzysk azjatyckich w 1998 i siódmy w 2002.
Złoty i srebrny medalista mistrzostw Azji w 1999. Zwycięzca igrzysk Azji Wschodniej w 1997 i drugi w 2001. Wygrał 2. światowe igrzyska wojskowe w 1999 roku.

## Letnie Igrzyska Olimpijskie 2000
| Konkurencja | Walki                                | Walki                   | Walki                     | Walki                        | Walki                   | Klas. końcowa |
| Konkurencja | 1/18                                 | 1/8                     | 1/4                       | Repasaż                      | Repasaż                 | Miejsce       |
| ----------- | ------------------------------------ | ----------------------- | ------------------------- | ---------------------------- | ----------------------- | ------------- |
| open        | Badmaanjambuugijn Bat-Erdene (MNG) W | Orlando Baccino (ARG) W | Tamierłan Tmienow (RUS) P | Dennis van der Geest (NED) W | Ruslan Sharapov (BLR) P | VII           |

## Letnie Igrzyska Olimpijskie 2004
| Konkurencja | Walki                  | Walki              | Klas. końcowa |
| Konkurencja | 1/16                   | 1/8                | Miejsce       |
| ----------- | ---------------------- | ------------------ | ------------- |
| open        | Grzegorz Eitel (POL) W | Yury Rybak (BLR) P | druga runda   |

## Letnie Igrzyska Olimpijskie 2008
| Konkurencja | Walki                      | Walki                   | Klas. końcowa |
| Konkurencja | 1/16                       | 1/8                     | Miejsce       |
| ----------- | -------------------------- | ----------------------- | ------------- |
| open        | Talant Dzhanagulov (KGZ) W | Tamerlan Tmenov (RUS) P | XVII          |